# Románia az 1976. évi téli olimpiai játékokon
Románia az ausztriai Innsbruckban megrendezett 1976. évi téli olimpiai játékok egyik részt vevő nemzete volt. Az országot az olimpián 4 sportágban 32 sportoló képviselte, akik érmet nem szereztek.

## Alpesisí
Férfi
| Versenyző   | Versenyszám      | 1. futam | 1. futam | 2. futam         | 2. futam         | Összesítés | Összesítés |
| Versenyző   | Versenyszám      | Idő      | Hely.    | Idő              | Hely.            | Idő        | Helyezés   |
| ----------- | ---------------- | -------- | -------- | ---------------- | ---------------- | ---------- | ---------- |
| Ion Cavași  | Lesiklás         |          |          |                  |                  | 2:00,19    | 57.        |
| Ion Cavași  | Óriás-műlesiklás | 1:59,90  | 60.      | nem állt rajthoz | nem állt rajthoz | kiesett    | kiesett    |
| Ion Cavași  | Műlesiklás       | 1:08,59  | 36.      | 1:12,73          | 30.              | 2:21,32    | 30.        |
| Dan Cristea | Lesiklás         |          |          |                  |                  | 1:55,63    | 49.        |
| Dan Cristea | Óriás-műlesiklás | 2:01,78  | 65.      | 2:03,51          | 45.              | 4:05,29    | 45.        |
| Dan Cristea | Műlesiklás       | 1:10,70  | 39.      | 1:16,87          | 35.              | 2:27,57    | 34.        |

## Biatlon

### 20 km egyéni indításos
A célpont egy külső és egy belső körből állt. A külső körön kívüli találat 2 perc, a külső kör találata 1 perc büntetőidőt jelentett.
| Versenyző             | Eredmény   | Helyezés | Büntetőperc | Végső eredmény | Helyezés |
| --------------------- | ---------- | -------- | ----------- | -------------- | -------- |
| Gheorghe Voicu        | 1:16:01,52 | 18.      | 5           | 1:21:01,52     | 16.      |
| Gheorghe Gârniță      | 1:17:00,71 | 26.      | 8           | 1:25:00,71     | 31.      |
| Nicolae Cristoloveanu | 1:20:15,53 | 43.      | 8           | 1:28:15,53     | 45.      |

### 4 × 7,5 km váltó
A lövéseket követően a lövőhibák számának megfelelő mennyiségű 200 m-es büntetőkört kellett teljesíteni a versenyzőknek.
| Versenyző                                                            | Eredmény   | Lövőhiba | Helyezés |
| -------------------------------------------------------------------- | ---------- | -------- | -------- |
| Nicolae Cristoloveanu Gheorghe Voicu Victor Fontana Gheorghe Gârniță | 2:09:54,40 | 7        | 10.      |

## Bob
| Versenyző                                                              | Versenyszám | 1. futam | 1. futam | 2. futam | 2. futam | 3. futam | 3. futam | 4. futam | 4. futam | Összesítés | Összesítés |
| Versenyző                                                              | Versenyszám | Idő      | Hely.    | Idő      | Hely.    | Idő      | Hely.    | Idő      | Hely.    | Idő        | Helyezés   |
| ---------------------------------------------------------------------- | ----------- | -------- | -------- | -------- | -------- | -------- | -------- | -------- | -------- | ---------- | ---------- |
| Ion Panțuru Gheorghe Lixandru                                          | Kettes      | 57,15    | 11.      | 57,43    | 11.*     | 57,85    | 16.      | 57,66    | 12.      | 3:50,09    | 11.        |
| Dragoș Panaitescu-Rapan Costel Ionescu                                 | Kettes      | 57,95    | 18.      | 57,66    | 15.      | 57,58    | 11.*     | 57,34    | 10.      | 3:50,53    | 12.        |
| Dragoș Panaitescu-Rapan Paul Neagu Costel Ionescu Gheorghe Lixandru    | Négyes      | 55,54    | 9.       | 55,51    | 7.       | 56,18    | 8.       | 56,68    | 7.       | 3:43,91    | 8.         |
| Ion Panțuru Constantin Romaniuc Alexe Gheorghe Tănăsescu Mihai Nicolau | Négyes      | 56,09    | 15.*     | 56,23    | 15.      | 56,81    | 12.      | 57,57    | 13.      | 3:46,70    | 14.        |

* - egy másik csapattal azonos idővel végeztek

## Jégkorong
| Román férfi jégkorongcsapat-játékoskeret                                                        | Román férfi jégkorongcsapat-játékoskeret                                                     | Román férfi jégkorongcsapat-játékoskeret                                                         |
| ----------------------------------------------------------------------------------------------- | -------------------------------------------------------------------------------------------- | ------------------------------------------------------------------------------------------------ |
| - Antal Előd - Dumitru Axinte - Marian Costea - Gál Sándor - Ioan Gheorghiu - Alexandru Hălăucă | - Vasile Huțanu - Ion Ioniță - George Justinian - Miklós Tibor - Vasile Morar - Doru Moroșan | - Valerian Netedu - Eduard Pană - Marian Pisaru - Doru Tureanu - Dezideriu Varga - Nicolae Vișan |

### Eredmények
Selejtező
| 1976. február 2. 14:00 | Lengyelország (POL) | 7 – 4 (1–2, 3–2, 3–0) | Románia | Innsbruck, Ausztria |

|  |  |  |  |  |
|  |  |  |  |  |
|  |  |  |  |  |
|  |  |  |  |  |

A 7–12. helyért
| 1976. február 5. 17:00 | Románia (ROU) | 3 – 1 (1–0, 1–1, 1–0) | Japán | Innsbruck, Ausztria |

|  |  |  |  |  |
|  |  |  |  |  |
|  |  |  |  |  |
|  |  |  |  |  |

| 1976. február 7. 14:00 | Jugoszlávia (YUG) | 4 – 3 (1–1, 2–1, 1–1) | Románia | Innsbruck, Ausztria |

|  |  |  |  |  |
|  |  |  |  |  |
|  |  |  |  |  |
|  |  |  |  |  |

| 1976. február 9. 20:00 | Románia (ROU) | 4 – 3 (1–2, 0–0, 3–1) | Ausztria | Innsbruck, Ausztria |

|  |  |  |  |  |
|  |  |  |  |  |
|  |  |  |  |  |
|  |  |  |  |  |

| 1976. február 11. 14:00 | Románia (ROU) | 9 – 4 (6–0, 2–1, 1–3) | Bulgária | Innsbruck, Ausztria |

|  |  |  |  |  |
|  |  |  |  |  |
|  |  |  |  |  |
|  |  |  |  |  |

| 1976. február 13. 17:00 | Románia (ROU) | 8 – 4 (0–2, 4–0, 4–2) | Svájc | Innsbruck, Ausztria |

|  |  |  |  |  |
|  |  |  |  |  |
|  |  |  |  |  |
|  |  |  |  |  |

Végeredmény
| Csapat      | M | Gy | D | V | G+ | G– | Gk  | P |
| ----------- | - | -- | - | - | -- | -- | --- | - |
| Románia     | 5 | 4  | 0 | 1 | 23 | 15 | +8  | 8 |
| Ausztria    | 5 | 3  | 0 | 2 | 18 | 14 | +4  | 6 |
| Japán       | 5 | 3  | 0 | 2 | 20 | 18 | +2  | 6 |
| Jugoszlávia | 5 | 3  | 0 | 2 | 22 | 19 | +3  | 6 |
| Svájc       | 5 | 2  | 0 | 3 | 24 | 22 | +2  | 4 |
| Bulgária    | 5 | 0  | 0 | 5 | 19 | 38 | –19 | 0 |

- A 8–10. helyről az egymás elleni mérkőzéseken elért eredmények döntöttek:

Ausztria – Japán 3–2
Jugoszlávia – Japán 3–4
Ausztria – Jugoszlávia 3–1
| Csapat      | M | Gy | D | V | G+ | G– | P |
| ----------- | - | -- | - | - | -- | -- | - |
| Ausztria    | 2 | 2  | 0 | 0 | 6  | 3  | 4 |
| Japán       | 2 | 1  | 0 | 1 | 6  | 6  | 2 |
| Jugoszlávia | 2 | 0  | 0 | 2 | 4  | 7  | 0 |

| Csapat  | Helyezés |
| ------- | -------- |
| Románia | 7.       |